# Nick Bruce
Nick Bruce (16 de mayo de 1992) es un deportista estadounidense que compite en ciclismo en la modalidad de BMX estilo libre. Ganó dos medallas de bronce en el Campeonato Mundial de Ciclismo Urbano, en los años 2019 y 2023, en la prueba de parque.

## Palmarés internacional
| Campeonato Mundial | Campeonato Mundial    | Campeonato Mundial | Campeonato Mundial |
| Año                | Lugar                 | Medalla            | Competición        |
| ------------------ | --------------------- | ------------------ | ------------------ |
| 2019               | Chengdu (China)       | Medalla de bronce  | Parque             |
| 2023               | Glasgow (Reino Unido) | Medalla de bronce  | Parque             |